# Mojama

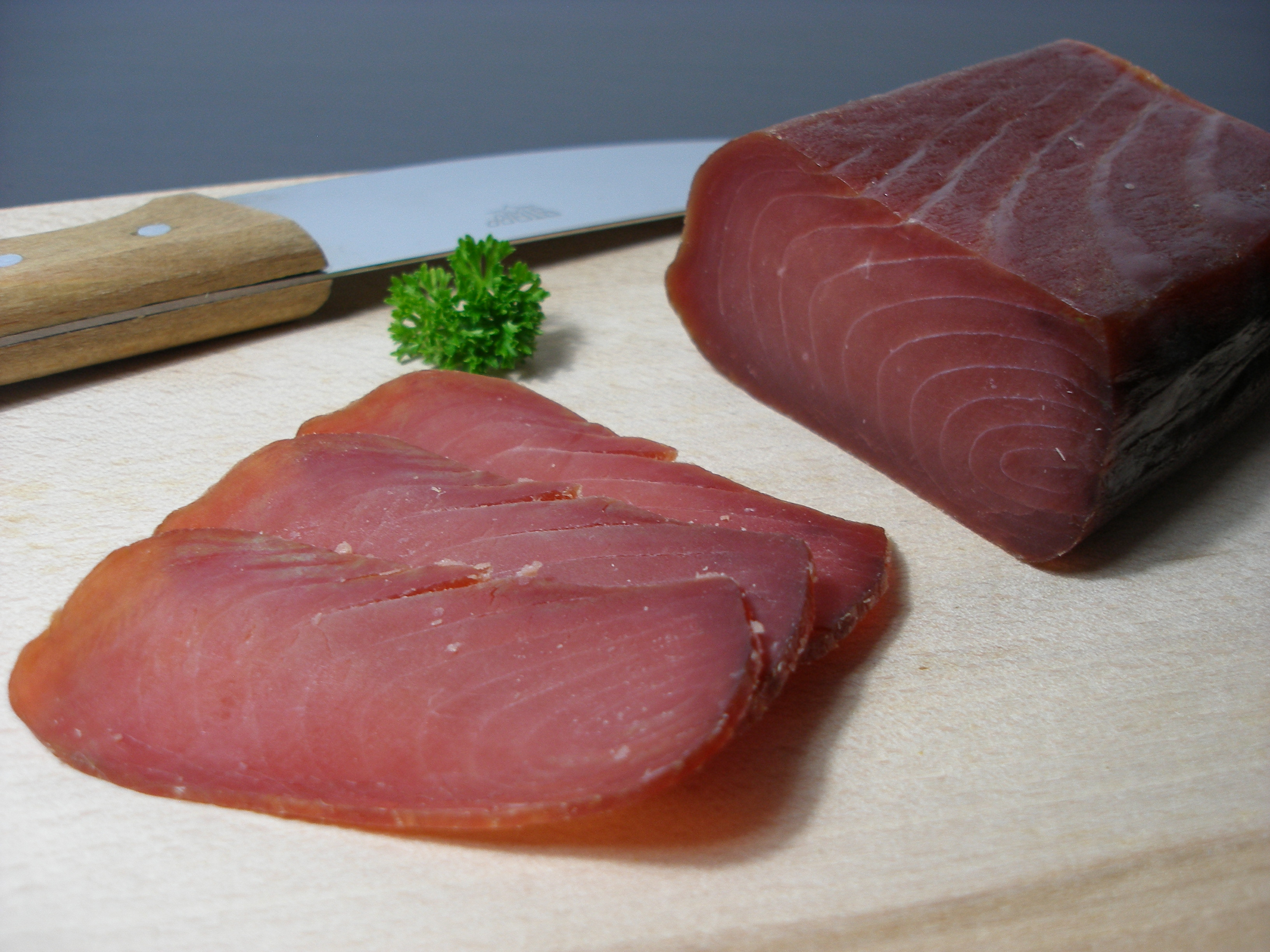
Mojama

Mojama je španělská delikatesa vyrobená z tuňáka žlutoploutvého a tradice výroby sahá do římských dob. Název mojama pochází z arabského slova musama (suchý). Mojamu však původně začali vyrábět už Féničané, neboť pro ně byl cenným produktem, po kterém byla poptávka v celém tehdejším Středomoří.
Mojama se vyrábí z bederních částí tuňáka, které se naloží na několik dnů do soli. Nasolené partie se poté omyjí ve vodě následuje proces sušení za definovaných teplot a vlhkostí. Po vysušení má mojama polovinu svojí původní hmotnosti a barva se změní na tmavě rudou. Po rozkrojení uvidíte krásnou kruhovou strukturu a ucítíte aromatickou vůní s přívlastkem tuňáka. Mojama se doporučuje krájet na nejtenčí možné plátky. Její intenzivní chuť vynikne v kombinaci s rajčaty, praženými mandlemi, olivami a čerstvě namletým červeným pepřem. Mojama je též často přidávaná do těstovin a zeleninových salátů.
Mojama je bohatá na bílkoviny a téměř neobsahuje tuky a sacharidy. Mojama obsahuje vitamín D, selen a omega 3.